# Georg Ellinger
Georg Ellinger (* 30. August 1859 in Quedlinburg; † 9. November 1939 in Berlin) war ein deutscher Literaturwissenschaftler.

## Leben und Wirken
Georg Ellinger entstammte einer Quedlinburger jüdischen Familie. Er machte 1880 am Fürstlichen Gymnasium in Sondershausen das Abitur und studierte von 1880 bis 1886 an der Berliner Friedrich-Wilhelms-Universität Germanistik und Geschichte. 1884 wurde er hier bei Wilhelm Scherer zum Dr. phil. promoviert. 1886 bestand er die Staatsprüfung für das höhere Lehramt und arbeitete seit 1887 als Lehrer an Berliner Gymnasien. 1924 ging er in den Ruhestand.
Sein Hauptwerk ist eine mehrbändige, nicht abgeschlossene „Geschichte der neulateinischen Literatur Deutschlands im sechzehnten Jahrhundert“, die in den Jahren 1929 bis 1933 im Verlag Walter de Gruyter erschien. Daneben findet sich unter seinen zahlreichen Publikationen eine Fülle von Arbeiten und Editionen zur Literaturgeschichte des 16. bis 19. Jahrhunderts. Unter anderem hat er die Werke Christian Fürchtegott Gellerts, E. T. A. Hoffmanns und Friedrich Rückerts in zum Teil textkritischen und kommentierten Ausgaben ediert. So gelang ihm 1906 die Entdeckung der von der Zensur gestrichenen Textstellen aus E.T.A. Hoffmanns "Meister Floh" im Geheimen Staatsarchiv in Berlin, die 1908, 86 Jahre nach dem Tod Hoffmanns, von Hans von Müller neu herausgegeben wurden.
Zusammen mit Ludwig Geiger gab er von 1888 bis 1894 die Reihe Berliner Neudrucke heraus.
Seit 1933 war Ellinger in zunehmendem Maße der antisemitischen Ausgrenzung ausgesetzt. Die wissenschaftliche Arbeit wurde nach dem Ausschluss von der Benutzung der Berliner Staatsbibliothek unmöglich. Als ihm zuletzt die Deportation in das Konzentrationslager Theresienstadt bevorstand, nahm er sich am 9. November 1939 das Leben.

## Werke
- Das Verhältniss der öffentlichen Meinung zu Wahrheit und Lüge im 10., 11. und 12. Jahrhundert, Berlin, Univ., Diss., 1884 (112 S.)
- Alceste in der modernen Litteratur, Halle (Saale), Buchh. d. Waisenhauses, 1885
- Die ehrliche Frau nebst Harleqvins Hochzeit- und Kindbetterinschmaus. Der ehrlichen Frau Schlampampe Krankheit und Tod. Lustspiele von Christian Reuter. Herausgegeben von Georg Ellinger. Halle a/Saale 1890. (Google Books)
- XV. Geistiges Leben am Ausgange des Mittelalters. In: Gebhardt, Handbuch der deutschen Geschichte, Stuttgart [u. a.], Union, 1891 (bis 5. Aufl., 1913)
- E. T. A. Hoffmann. Sein Leben und seine Werke, Hamburg [u. a.], Voß, 1894
- Das Disziplinarverfahren gegen E. T. A. Hoffmann (nach den Akten des Geheimen Staatsarchivs), Berlin, Paetel, 1906 (Sonderdruck aus: Deutsche Rundschau (1906), 32, 10,  S. 79–103)
- Geschichte der neulateinischen Literatur Deutschlands im sechzehnten Jahrhundert, Berlin [u. a.], de Gruyter, 1929–1933
  - Band 1: Italien und der deutsche Humanismus in der neulateinischen Lyrik, Berlin [u. a.], de Gruyter, 1929
  - Band 2: Die neulateinische Lyrik Deutschlands in der ersten Hälfte des sechzehnten Jahrhunderts, Berlin [u. a.], de Gruyter, 1929
  - Band 3. Abt. 1: Geschichte der neulateinischen Lyrik in den Niederlanden vom Ausgang des fünfzehnten bis zum Beginn des siebzehnten Jahrhunderts, Berlin [u. a.], de Gruyter, 1933